# Dreieich
Dreieich (IPA: [dra͡ɪ̯ˈʔa͡ɪ̯ç]) è una città tedesca di 42 260 abitanti situata nel land dell'Assia. 
Il nome Dreieich originalmente denominava una riserva di caccia (Wildbann) dell'Imperatore del Sacro Romano Impero. Il territorio del Wildbann Dreieich era più grande del territorio della città moderna, che risultò dalla fusione dei comuni di Buchschlag, Götzenhain e Offenthal con le città di Dreieichenhain e Sprendlingen. Questa fusione venne effettuata per la riforma comunale dell'Assia nel 1977.

## Geografia fisica
Dreieich è situato nel Circondario di Offenbach tra Francoforte e Darmstadt.
La frazione più grande di Dreieich è Sprendlingen, con circa 20.000 abitanti. L'ex strada statale 3 da Francoforte a Darmstadt attraversa Sprendlingen completamente da nord a sud. Buchschlag è situato all'ovest di Sprendlingen accanto alla Ferrovia da Francoforte a Darmstadt. A sud-est di Sprendlingen si trova Dreieichenhain e Götzenhain è situato a sud-est di Dreieichenhain. Entrambi sono attraversato dal 50º parallelo di latitudine nord. Le frazioni Götzenhain, Dreieichenhain, Sprendlingen e Buschschlag sono traversato del Hengstbach, che sbocca nel Reno.
Offenthal è situato a sud di Götzenhain. La strada statale 486 da Rüsselsheim a Dieburg costeggia Offenthal.
Il punto più basso del territorio di Dreieich è vicino a Buchschlag, dove lo Hengstbach esce dal territorio del comune. A est di Offenthal si trova il punto più alto al pendio della Bulau.

## Stemmi

### Stemma di Dreieich
"In Silber ein roter Schild mit silbernem Hirsch, darüber wachsender, fünfblättriger Eichenzweig mit drei goldenen Eicheln."
"D'argento uno scudo rosso caricato da un cervo d'argento, di sopra crescendo un ramo di quercia con cinque foglie e tre ghiande d'oro"
Lo stemma venne conferito a Dreieich il 5 ottobre 1979. Il cervo ricorda della leggenda dello Hirschsprung (salto del cervo) nel campo di Sprendlingen. Le cinque foglie simboleggiano le cinque frazioni e le tre ghiande il nome Dreieich, che significa "tre querce".

### Stemmi delle frazioni

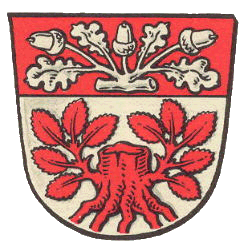
Buchschlag
Dreieichenhain
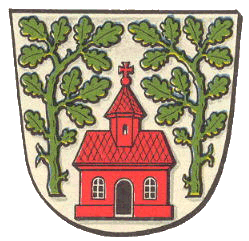
Götzenhain
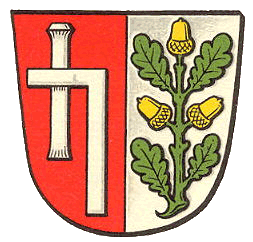
Offenthal
Sprendlingen

## Storia
I più vecchi paesi di Dreieich sono Sprendlingen e Offenthal. La loro primo testimonianza storica risale all'834, una chiesa a Sprendlingen venne menzionata nell'880. Per il suffisso "-ingen", che indica un'origine alemanna, e per la chiesa dedicata a san Lorenzo, è probabile che Sprendlingen sia ancora più antica.
Nell'XI secolo il castello Burg Hayn venne costruito da Eberhard von Hagen in luogo di una villa di caccia, preteso fondata di Carlomagno. Accanto al questo castello si formò il paese di Hayn in der Dreieich (dopo il 1840 Dreieichenhain), che venne dichiarato città nel 1256.
Götzenhain venne fondato alla fine dell'XI secolo. Il primo testimonio del paese fu nel 1318.
Fino alla loro estinzione nel 1255, i signori di Hagen (più tardi chiamati Hagen-Münzenberg) governavano a nome dell'Imperatore il territorio del Wildbann Dreieich. I signori di Falkenstein ereditarono il dominio del territorio di Dreieich. Dopo l'estinzione dei signori di Falkenstein i conti d'Isenburg presero il potere sul territorio.
I langravi d'Assia avevano il diritto di designare il parroco di Sprendlingen. Nel 1528 Filippo I d'Assia designò il teologo luterano Erasmus Alberus. Dunque i paesi di Dreieich si convertirono al protestantesimo, più precisamente al luteranesimo. Alla fine del XVI secolo i conti d'Isenburg si convertirono al calvinismo. Ne risultarono controversie tra la popolazione e l'autorità per più di 200 anni. A Dreieichenhain c'erano anche conflitti tra le truppe d'Isenburg e di Hanau, perché un sesto di Dreieichenhain appartenne ai conti luterani di Hanau-Münzenberg.
Tra 1806 e 1813 il principato d'Isenburg faceva parte della Confederazione del Reno. Dopo il Congresso di Vienna, l'Austria ottenne il dominio del principato d'Isenburg nel 1815. Già 1816 l'imperatore austriaco cedette Isenburg al Granduce d'Assia. I paesi di Dreieich facevano parte del Granducato d'Assia.
Nel 1879 s'inaugurò la stazione di Sprendlingen (dal 1927 Buchschlag-Sprendlingen e dal 1998 Dreieich-Buchschlag) sulla ferrovia da Francoforte a Darmstadt. Al momento della sua inaugurazione la stazione si trovava nel bosco Mitteldick all'ovest di Sprendlingen. Accanto a questa stazione Jakob Latscha fondò Buchschlag nel 1904. Lo scopo di Latscha era creare una zona residenziale per i francofortesi, che volevano vivere nel verde. Nel 1905 s'inaugurò la Dreieichbahn, una ferrovia, che corre dalla stazione a Buchschlag per Sprendlingen, Dreieichenhain, Götzenhain, Offenthal e Urberach a Ober-Roden.
Per l'incremento demografico dopo la seconda guerra mondiale, Sprendlingen contava più di 10.000 abitanti. Perciò il Ministero dello Stato dell'Assia conferì il titolo di città a Sprendlingen il 28 maggio 1947.
La riforma comunale dell'Assia nel 1977 forzò la fusione di Buchschlag, Sprendlingen, Dreieichenhain, Götzenhain e Offenthal. L'amministrazione di Dreieich prima risiedeva nel vecchio municipio di Sprendlingen. 2005 un nuovo municipio venne edificato a Sprendlingen.
Nel 1977 Dreieich ospitò lo Hessentag, la festa annuale dell'Assia.

## Cultura e luoghi d'interesse
Dreieichenhain è conosciuto per la sua sagra (Kerb in dialetto locale), chiamata Haaner Kerb, che si tiene ogni anno a Pentecoste. Questa sagra è una delle più grande dell'Assia meridionale. Anche nelle frazioni di Sprendlingen, Götzenhain e Offenthal è celebrata una Kerb. La data della Sprendlinger Kerb è il 10 agosto, il giorno del martirio di san Lorenzo. Se il 10 agosto cade di domenica, la Kerb è celebrata durante questa fine settimana, altrimenti nella fine settimana seguente. Le Kerb di Götzenhain e Offenthal si celebra in autunno. Si è celebrata la 300° Kerb a Sprendlingen nel 2016 e a Dreieichenhain nel 2018.
Il 3 ottobre, Giorno dell'unità tedesca, si celebra il Stadtfest (festa della città) per la Frankfurter Straße a Sprendlingen.
Nei centri storici di Dreieich si trovano molte case a graticcio, particolarmente nel borgo medievale di Dreieichenhain, che è quasi completamente recinto delle mura medievali. Inoltre si trova la rovina del castello Burg Hayn, dove sono situati la chiesa di Dreieichenhain e il museo storico della Dreieich. Nella corte del castello c'è un teatro all'aperto, che è regolarmente usato durante l'estate.
Notevole sono anche le chiese protestanti di Sprendlingen e di Götzenhain, che sono esempi del barocco rurale tedesco, e la chiesa gotica di Offenthal.
A Buchschlag si trovano molte case rappresentative dell'Art Nouveau.
Tra Götzenhain e Offenthal si trova il castello di Philippseich, che era una delle residenze dei conti d'Isenburg. Il castello è proprietà privata, però la chiesa di Philippseich è usata dalla parrocchia protestante di Götzenhain.

Lo Hofgut Neuhof è un podere situata alla strada da Götzenhain a Neu-Isenburg, a est di Sprendlingen. Al Neuhof appartiene anche un campo da golf. Vicino al Neuhof, nella collina Die Hub, si trova una piramide formata da bastoni di legno. La piramide è un belvedere ben noto perché da essa si possono vedere i grattacieli di Francoforte e la montagna del Taunus. 

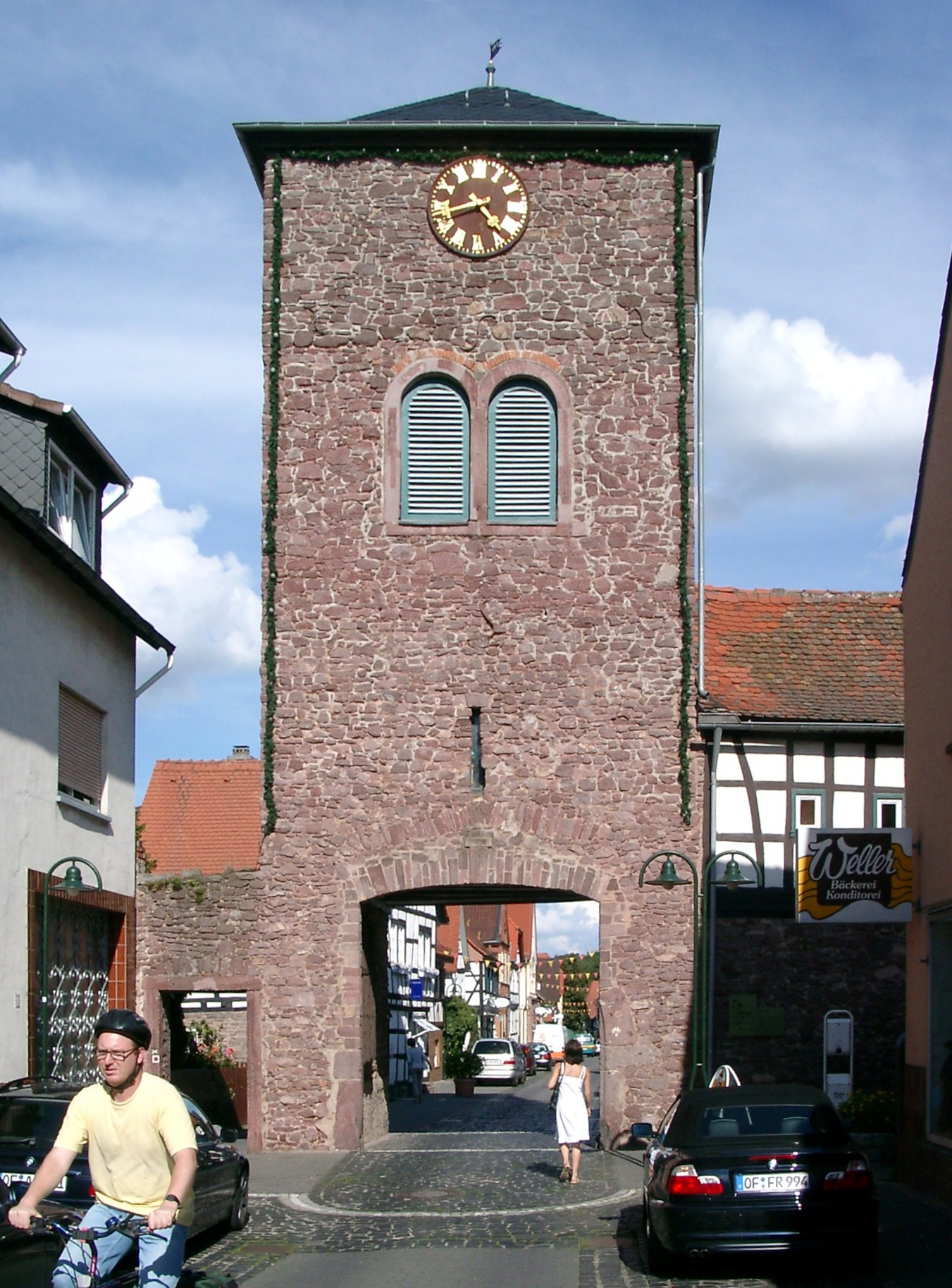
L'Obertor (porta di sopra) a Dreieichenhain
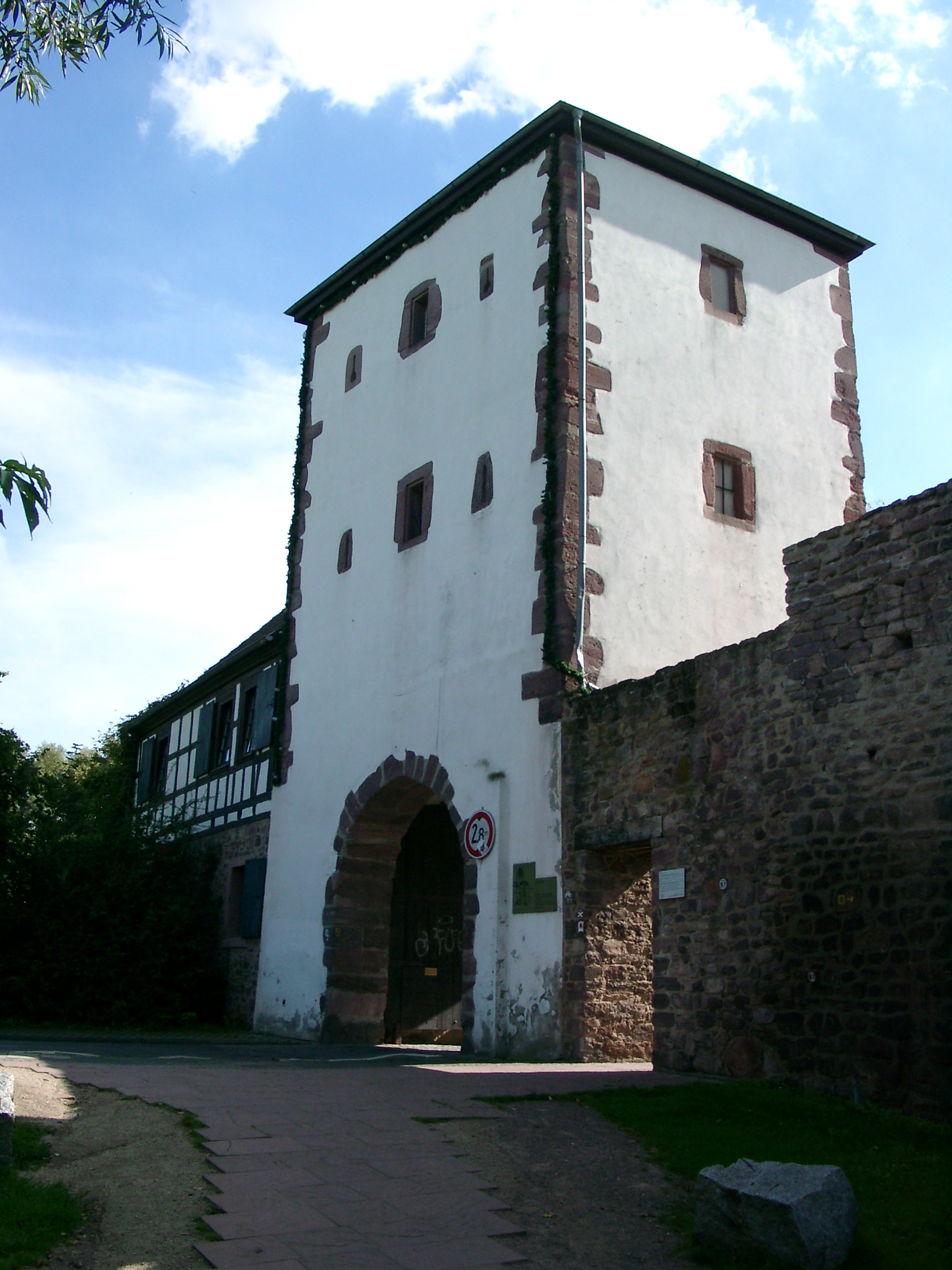
L'Untertor (porta di sotto) a Dreieichenhain
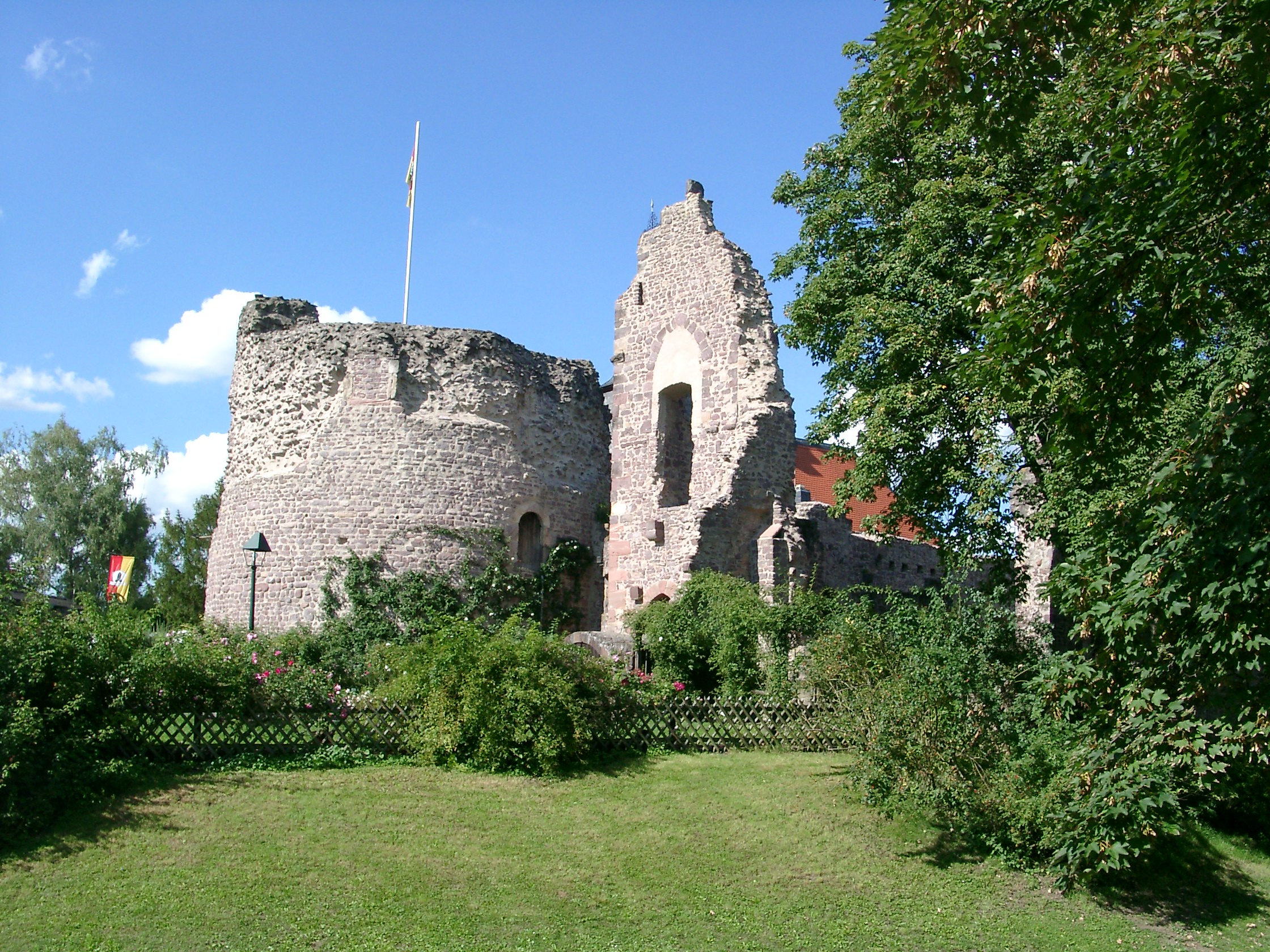
Rovina del castello a Dreieichenhain
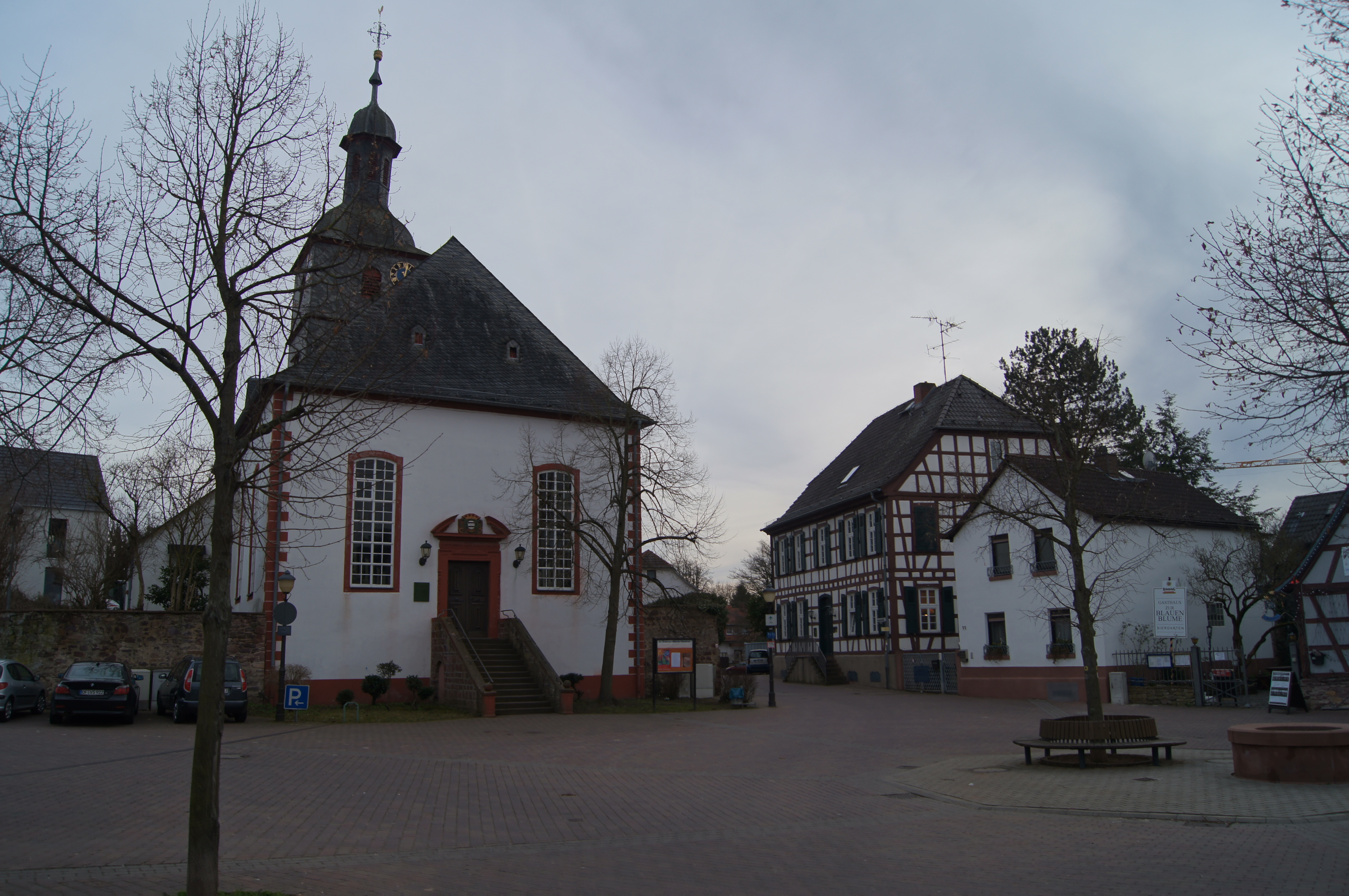
Lindenplatz a Sprendlingen
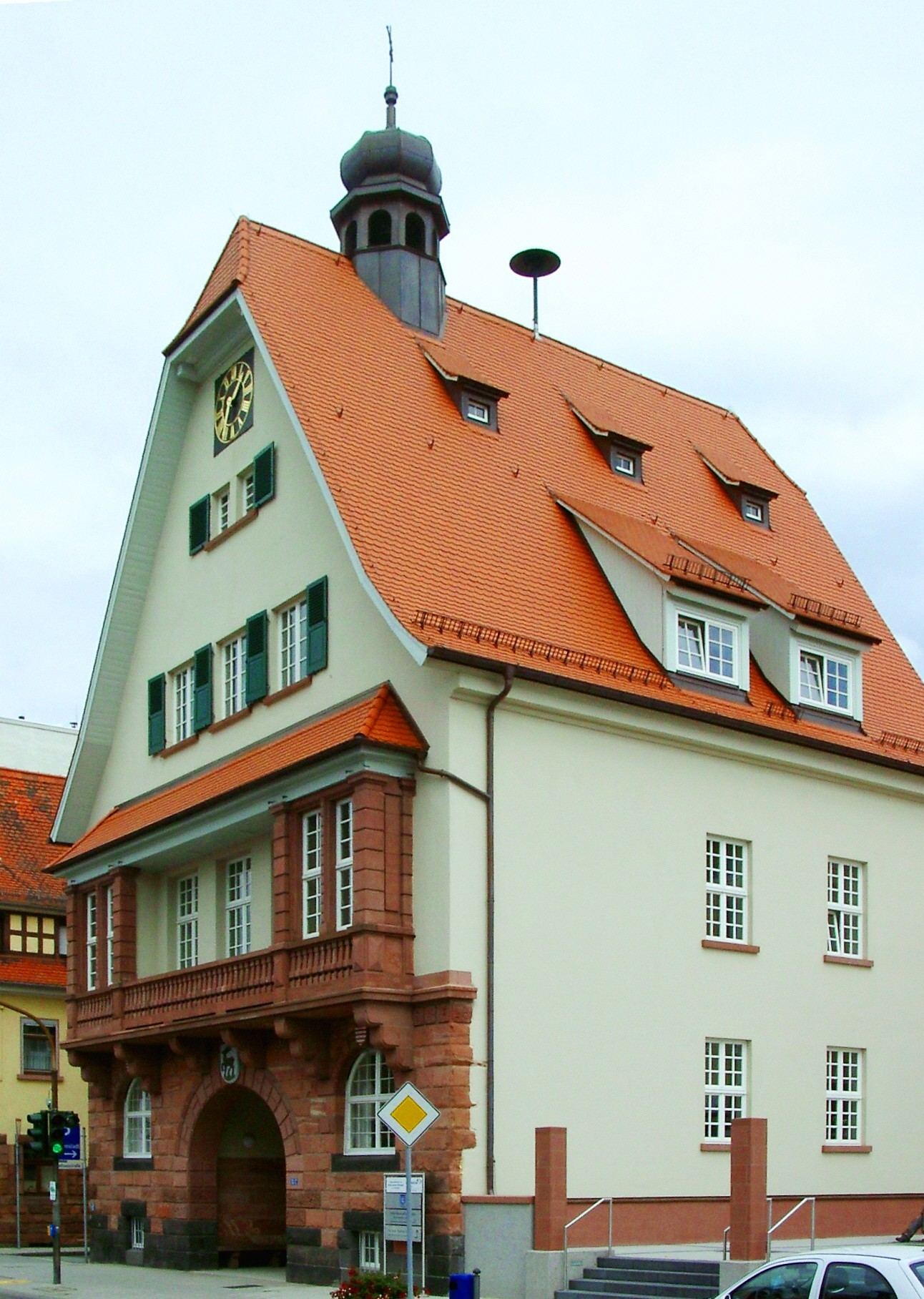
Vecchio municipio di Sprendlingen
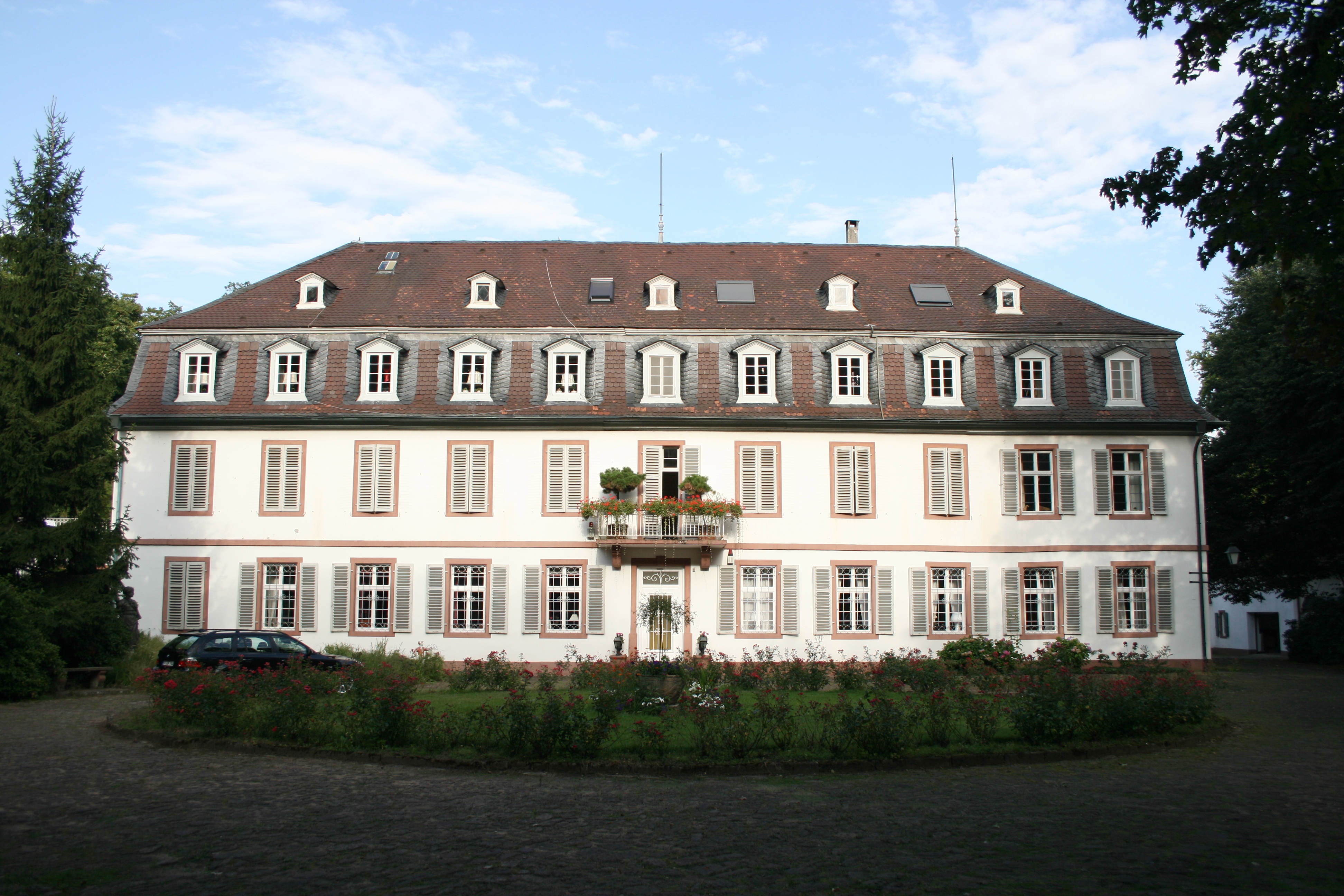
Schloss Philippseich
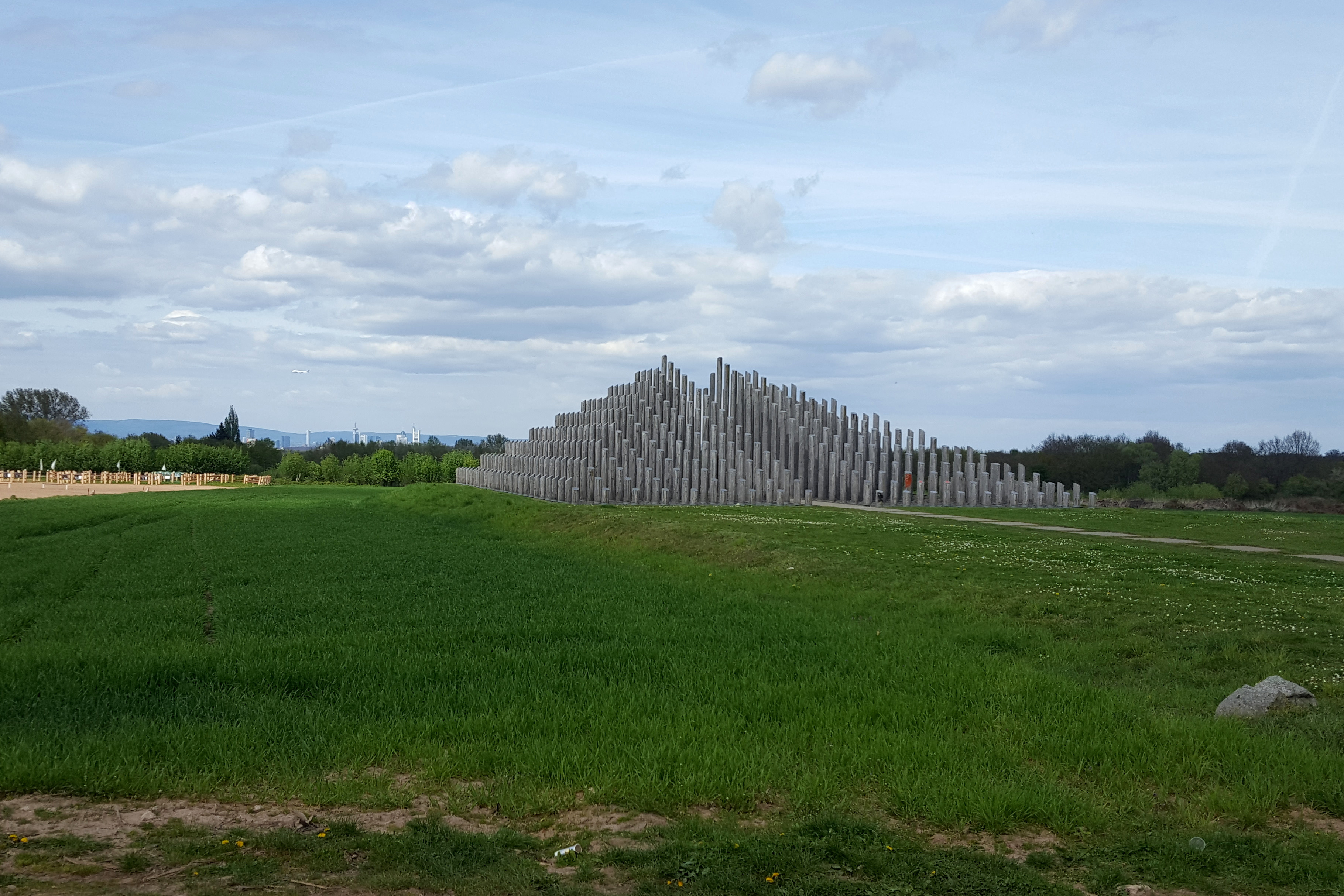
Stangenpyramide (Piramide di Bastoni)

## Società

### Popolazione
La città di Dreieich ha 41.345 abitanti. La tabella seguente mostra l'evoluzione del numero di abitanti.
| Paese          | 1834  | 1961   | 1970   | 1977   | 2012   | 2014   | 2018   |
| -------------- | ----- | ------ | ------ | ------ | ------ | ------ | ------ |
| Buchschlag     | −     | 2.422  | 2.796  | 3.287  | 2.727  | 2.793  | 2.943  |
| Dreieichenhain | 998   | 5.073  | 6.858  | 8.595  | 8.030  | 8.075  | 8.205  |
| Götzenhain     | 705   | 2.250  | 3.871  | 5.152  | 4.667  | 4.709  | 4.827  |
| Offenthal      | 441   | 1.959  | 2.517  | 2.957  | 5.151  | 5.177  | 5.262  |
| Sprendlingen   | 1.788 | 16.571 | 22.746 | 21.918 | 20.422 | 20.591 | 22.091 |
| Dreieich       | −     | −      | −      | 41.909 | 40.997 | 41.345 | 43.328 |

## Amministrazione

### Sindaci
| Periodo          | Periodo          | Nome                | Partito                | Note                                               |
| ---------------- | ---------------- | ------------------- | ---------------------- | -------------------------------------------------- |
| 6 giugno 1977    | 1987             | Hans Meudt (†)      | CDU                    | dal 1961 al 1976 sindaco di Buchschlag             |
| 1987             | 2000             | Bernd Abeln         | CDU                    |                                                    |
| 2000             | 30 giugno 2006   | Berthold Olschewsky | CDU, infine apartitico | sospeso (di propria iniziativa) dal 1º luglio 2006 |
| 16 gennaio 2007  | 13 febbraio 2019 | Dieter Zimmer       | SPD                    |                                                    |
| 14 febbraio 2019 | ...              | Martin Burlon       | apartitico             | eletto il 28 novembre 2018                         |

### Gemellaggi
- Montier-en-Der, dal 1963 (originalmente gemellato con Buchschlag)
- Oisterwijk, dal 1972 (originalmente gemellato con Sprendlingen)
- Joinville (Haute-Marne), dal 1974 (originalmente gemellato con Sprendlingen)
- Bleiswijk, dal 1974 (originalmente gemellato con Götzenhain)
- Stafford, dal 1981